# Concours international de quintette à vent Henri-Tomasi
Le Concours international de quintette à vent Henri-Tomasi est un concours de musique de chambre consacré à cette formation (flûte, clarinette, hautbois, basson et cor) se déroulant tous les deux ans à Marseille. Il est organisé par l'Institut Français des Instruments à vent, notamment sous l'impulsion du bassoniste Frédéric Baron[réf. nécessaire]. 

## Organisation
Créé en 2001 en hommage au compositeur et chef d'orchestre marseillais Henri Tomasi, il se déroule tous les deux ans dans sa ville natale. Il est organisé, en alternance avec la Biennale internationale de quintette à vent, par l'Institut français des instruments à vent (IFIV) en partenariat avec La Lettre du Musicien, le conservatoire de Marseille, et la Cité de la musique de Marseille. Doté de trois prix (1er prix : Conseil Général des Bouches-du-Rhône, 2e prix : Ville de Marseille, 3e prix : IFIV) et d'un prix spécial différent selon les éditions, il offre également aux lauréats la possibilité de se produire en concert.
Depuis l'interruption en 1987 du Concours international d'interprétation de Colmar, le Concours Henri-Tomasi de Marseille est la seule épreuve internationale organisée en France et réservée exclusivement au quintette à vent, le Concours international de musique de chambre de Lyon étant consacré alternativement tous les quatre ans à une formation différente. Deux autres concours consacrés à cette discipline se déroulent respectivement à Belgrade et Munich. 

## Jurys précédents
- 8e édition (23 au 28 février 2015)
  - Normand Forget, Président (hautbois, Canada)
  - Farkas András,(composition, France)
  - Michael Hasel (flûte, Allemagne)
  - Takénori Nemoto (cor, Japon)
  - Gaëlle Habert (basson, France)

- 7e édition (18 au 22 février 2013)
  - Henning Trog, président (basson, Allemagne)
  - Tapio Tuomela (compositeur, Finlande)
  - Nicolas Thiebaud (hautbois, France/Allemagne)
  - Jean-Michel Demigné (flûte, France)
  - Angelos Politis (clarinette, Grèce)

- 6e édition (20 au 25 février 2011) : 
  - David Walter, président (hautbois, France)
  - Henning Trog (basson, Allemagne)
  - Jakub Bokun (clarinette, Pologne)
  - Nicolas Dosa (cor, Roumanie)
  - Julien Beaudiment (flûte, France)

- 5e édition (2009) :
  - Marc Vallon, président (basson, États-Unis)
  - Jane Booth (clarinette, Grande-Bretagne)
  - Laszlo Hadady (hautbois, France, Hongrie)
  - Lucien Guérinel (compositeur)
  - Michel Molinaro (cor, France)

- 4e édition (2007) : 
  - Michel Lethiec, président (clarinette, France)
  - Régis Campo (compositeur, France)
  - Carlo Colombo (basson, Italie, France)
  - Michel Garcin-Marrou (cor, France)
  - Hervé Michaud (hautbois, Espagne, France)

- 3e édition (2005) : 
  - Olivier Kaspar, président (compositeur et chef d’orchestre, France)
  - Jean-Marc Boissière (flûte, France)
  - Carlo Colombo (basson, France)
  - Émile Dal-Bello (cor, France)
  - Manfred Stilz (violoncelle, France, Allemagne)

- 2e édition (2003 : 
  - Pierre Moraguès président, (cor, France)
  - Tasso Adamopoulos (alto, France)
  - Jacques Charpentier (compositeur, France)
  - Jean-Claude Montac (basson, France)
  - Luk Nielandt (hautbois, Belgique)
  - Vicens Prats (flûte, Espagne)
  - Jean-François Verdier (clarinette, France)

- 1e édition (2001) : 
  - Michel Piquemal, président (baryton et chef d’orchestre, France)
  - Claude Tomasi, président d’honneur (dédicataire de l’œuvre d'Henri Tomasi)
  - Jean-Michel Demigné (flûte, France)
  - Andrée Fournier (cor, France)
  - Georges Gallician (critique musical, France)
  - Lucien Guérinel (compositeur, France)
  - Sergueï Krassavine (basson, Russie)
  - Jens McManama (cor, USA)
  - David Walter (hautbois, France)

## Lauréats
- 2015
  - 1er prix : non attribué
  - 2e prix : Quintette Saphire (Pologne)
  - 3e prix ex aequo : Quintette Enara (Espagne) et Quintette Kalabis (République Tchèque)

- 2013
  - 1er prix : Quintette Alma (France)
  - 2e prix : Quintette Initium (France)
  - 3e prix : Webern Wind Quintett (Autriche)

- 2011[3] : 
  - 1er prix : Quintette Canorus (Allemagne)
  - 2e prix : Quintette ArteCombo (France)[4]
  - 3e prix : Quintette Belfiato (République tchèque)

- 2009[5] : 
  - 1er prix : Quintette Fantasia (Finlande)
  - 2e prix : Quintette Arabesque (USA)
  - 3e prix : Quintette K (France)[6]
    - Prix de la meilleure interprétation de l'œuvre de Lucien Guérinel : Quintette Arabesque

- 2007[7] : 
  - 1er prix ex æquo : Woodwind quintet of Moscow (Russie) et St Christopher (Lituanie)
  - 2e prix : Pentanemos (Allemagne)
  - 3e prix : Quintette Makarenko (France)
    - Prix SACEM pour l'interprétation de l'œuvre de Régis Campo : St Christopher (Lituanie)

- 2005 : Quintette à vent Cassiopée[8]

- 2003 : Quintette Aquilon[9]
  - 1er prix : Quintette Aquilon (France)
  - 2e prix : Quintette Zéphyr (France)

- 2001 : Quintette à vent Armaïti[10]
  - 1er prix : Quintette à vent Armaïti
  - 3e prix : Quintette Confluences